# Voo Delta Air Lines 1288
O voo 1288 da Delta Air Lines foi um voo regular programado, partindo de Pensacola, Flórida, para Atlanta, Geórgia. Em 6 de julho de 1996, a aeronave que estava servindo o voo, um McDonnell Douglas MD-88, equipado com motores turbofan Pratt & Whitney JT8D-219, estava na corrida de decolagem da pista 17 em Pensacola quando sofreu uma falha catastrófica e incontrolável do motor, fazendo com que detritos do compressor do motor esquerdo penetrassem na fuselagem traseira esquerda. O impacto deixou dois passageiros mortos e dois gravemente feridos; os dois mortos eram mãe e filho. O piloto abortou a decolagem e o avião parou na pista. Três outros passageiros sofreram ferimentos leves durante a evacuação de emergência. A maioria dos passageiros estava viajando de férias.

## Inspeção pré-voo
Durante a inspeção pré-voo, o copiloto notou algumas gotas de óleo vindas da ponta do motor número um (o esquerdo), embora tenha sido dito que "não era tão sério". O copiloto também notou alguns rebites desaparecidos na asa esquerda. O piloto disse aos investigadores do NTSB que ambos os problemas foram observados como não ameaçadores e que a aeronave era aeronavegável; portanto, a manutenção não foi informada.

## Decolagem e incidente

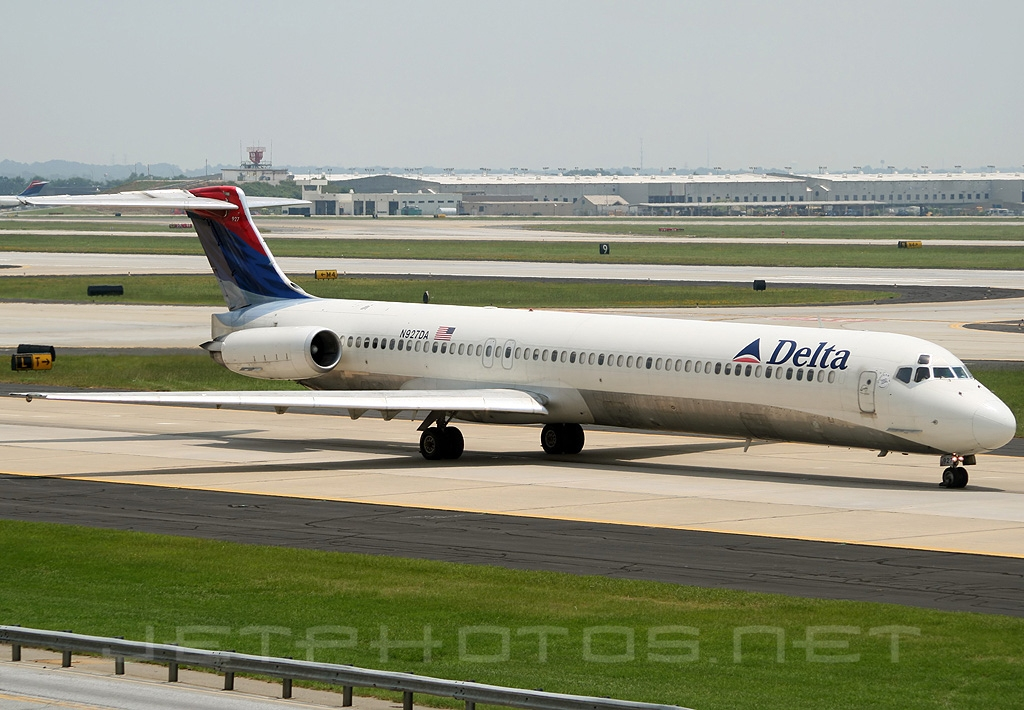
N927DA, a aeronave envolvida voltou a operar, fotografada em julho de 2008.

Às 20:23 UTC, o voo Delta 1288 foi liberado para decolar na pista de decolagem 17. Conforme o copiloto avançava as manetes de potência e atingia uma velocidade de 40 nós (74 km/h), a cabine de comando perdeu a iluminação e a instrumentação. Os passageiros da parte traseira da cabine e os comissários ouviram um estrondo muito alto e experimentaram uma sensação de explosão. O piloto então abortou a decolagem, colocando as manetes de potência em marcha lenta e acionando o freio, o que levou a aeronave a uma parada total, sem o uso de reversores ou spoilers.
Quando a aeronave parou, o copiloto tentou entrar em contato com a torre de controle. No entanto, ele foi incapaz devido à falta de energia na cabine de comando. A tripulação de voo ativou a energia de emergência, entrou em contato com a torre de Pensacola e declarou emergência. O passageiro que se encontrava no terceiro assento da cabine de comando, um piloto de Boeing 767 da Delta que estava viajando de folga, foi inspecionar a parte traseira da aeronave. Quando o copiloto viu as saídas de emergência sobre as asas abertas e cerca de metade dos passageiros já tinham saído da aeronave junto com o barulho do motor, ele retornou à cabine de comando e aconselhou o comandante a desligar os motores. 

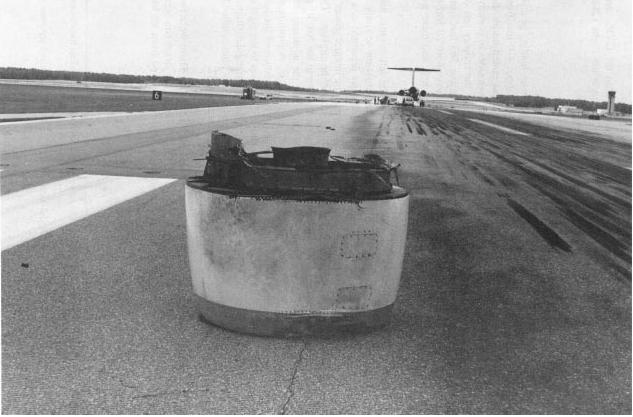
Carenagem de parte do motor esquerdo sobre a pista de decolagem.

Às 20:27 UTC, o piloto solicitou assistência médica de emergência devido ao piloto que estava de folga na cabine ter reportado um grande buraco na fuselagem traseira, detritos do motor em toda a cabine e passageiros feridos. Ele então relatou que não havia evidências de fumaça ou incêndio na cabine, e que a porta traseira da cabine havia sido aberta e o escorregador de emergência estava inflado. A aeromoça que iniciou a evacuação por aquela porta disse ao NTSB que viu fogo no motor esquerdo e, portanto, abandonou a evacuação por aquela porta e direcionou os passageiros para frente. Ela relatou que houve muitos feridos e possivelmente dois mortos, e que, portanto, começou a evacuar o avião até ser parada pelo copiloto. Devido aos danos e perigo na parte traseira da aeronave, as escadas aéreas embutidas no MD-88 foram consideradas inadequadas para uso. O capitão solicitou escadas de ar portáteis para desembarcar passageiros, que chegaram 25 minutos depois.

## Lesões e mortes
Dois passageiros sofreram ferimentos fatais.  Mais cinco passageiros ficaram feridos, um deles foi considerado em estado grave.

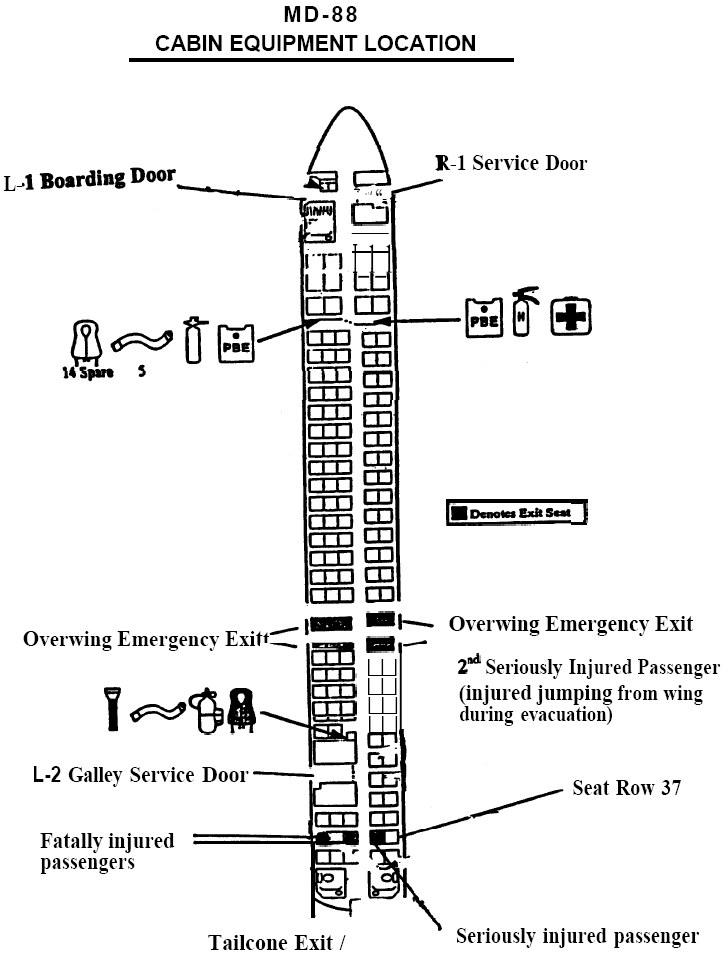
Mapa do N927DA, indicando o equipamento, a localização dos passageiros fatalmente feridos e a localização dos passageiros gravemente feridos.

## Investigação do NTSB
Após o final da investigação, o NTSB determinou que a causa mais provável do acidente foi uma fratura no cubo do fan dianteiro do motor esquerdo, que resultou da falha no processo de inspeção por penetração fluorescente da companhia aérea para detectar rachaduras potencialmente perigosas no fan que se originaram na fabricação do motor. O NTSB também atribuiu o acidente à falha da equipe de manutenção da Delta em detectar o problema.

## Consequência
Em abril de 2018, a FAA informou que a aeronave envolvida no incidente foi reparada e retornou ao serviço da Delta sob o mesmo registro N927DA. A aeronave foi retirada da frota da Delta em 10 de agosto de 2018. 